# Paoliella reticulosiphon
Paoliella reticulosiphon är en insektsart som beskrevs av Quednau 1974. Paoliella reticulosiphon ingår i släktet Paoliella och familjen långrörsbladlöss. Inga underarter finns listade i Catalogue of Life.